# Jessea megaphylla
Jessea megaphylla là một loài thực vật có hoa trong họ Cúc. Loài này được (Greenm.) H.Rob. & Cuatrec. mô tả khoa học đầu tiên năm 1994.